# Атлас еротика
Атлас еротика је словеначка треп и R'n'B група.

## Историја
Група је настала 2018. године у Љубљани, а основала су је тројица музичара — Cazzafura, Diiinzo и MihaMih — који су пре тога сви радили као продуценти.
Група се и данас, поред стварања својих песама, бави продуцирањем песама за друге музичаре, па су тако за словеначку групу AMN продуцирали доста песама, укључујући и цео њихов албум HCK. Такође сарађују и са Сенидом већ неколико година, а маја 2019. године објавили су заједничку песму Све бих.
Током 2019. наступали су на Bassivity Showcase-у, као и на Егзит фестивалу.
Атлас еротика је почетком марта 2020. године издала нови албум под називом Свет на длану. Албум је изашао за продукцијску кућу Басивити диџитал и на њему се налази девет песама.

## Дискографија

### Албуми
| №  | Назив         | Трајање |  |
| 1. | Један вјетар  | 3:58    |  |
| 2. | Џабе          | 3:14    |  |
| 3. | Моја рава     | 3:10    |  |
| 4. | Ооо           | 2:28    |  |
| 5. | Ти топ        | 3:07    |  |
| 6. | Лутко         | 3:12    |  |
| 7. | Проклет       | 3:20    |  |
| 8. | Црвено лице   | 2:10    |  |
| 9. | Гледаш гледам | 3:43    |  |

### Синглови
- Interlude (2018)
- Зум зум (2018)
- Севдах (2018)
- Франкфурт Панама (2018)
- Мало мене (2018)
- Ђаво (2018)
- Пере (2018)
- 200 300 (2018)
- Ломи (2018)
- Matrix (2018)
- Jet Ski (2018)
- Све бих (ft. Senidah, 2019)
- Follow (2019)
- Мећава (2019)
- Све О.К. (2019)
- Ти топ (2019)
- Нестанем (2019)
- Лутко (2019)
- Франкфурт Панама (ремикс, ft. KIMMV, 2019)
- Лолипоп (ft. KIMMV, AMN, 2019)
- Моја рава (2019)